# Serhij Kowalow
Serhij Mykołajowycz Kowalow, ukr. Сергій Миколайович Ковальов (ur. 21 listopada 1971 w obwodzie donieckim, Ukraińska SRR) – ukraiński piłkarz grający na pozycji pomocnika, reprezentant Ukrainy, trener piłkarski.

## Kariera piłkarska

### Kariera klubowa
Wychowanek Szkoły Piłkarskiej w obwodzie donieckim. Pierwszy trener P.Ponomarenko. Występował w drugiej drużynie Dynamo-2 Kijów. W 1993 przeszedł do Nywy Mironówka, a stamtąd do Bażanowca Makiejewka. W 1994 został zaproszony do Szachtara Donieck, w którym ukończył karierę piłkarską.

## Kariera reprezentacyjna
19 sierpnia 1998 roku debiutował w narodowej reprezentacji Ukrainy w wygranym 4:0 meczu towarzyskim z Gruzją, w którym strzelił swego debiutowego gola. Łącznie rozegrał 10 gier reprezentacyjnych.

## Kariera trenerska
Po zakończeniu kariery piłkarskiej rozpoczął pracę trenerską. Od 2002 trenował 16 letnich dzieci Szachtara Donieck, a od lata 2009 pracuje na stanowisku głównego trenera Szachtara-3 Donieck

## Sukcesy i odznaczenia

### Sukcesy klubowe
- wicemistrz Ukrainy: 1997, 1998, 1999, 2000
- zdobywca Pucharu Ukrainy: 1995, 1997, 2001

### Sukcesy indywidualne
- wybrany do listy 33 najlepszych piłkarzy roku Ukrainy: 1997 (nr 2), 1998 (nr 3), 1999 (nr 3)